# American Steel
American Steel ist eine US-amerikanische Punkrock-Band aus Oakland. Sie bekam ihren Namen von einem Schild eines Lagerhauses.

## Geschichte
Nachdem die Band anfangs nur auf Partys und in kleineren Orten gespielt hatte, kaufte sie sich einen Lieferwagen, mit dem sie ihre erste USA Tour plante.
Im Frühling 1999 unterzeichnete sie ihren ersten Vertrag und veröffentlichen Rogue's March im Oktober 1999. Der Aufnahmeprozess war intermittierend, durch Ryan's Erstdiagnose und frühen Kampf mit Leukämie. Nach 2001 folgte das Album Jagged Thoughts. Im Mai 2002 löste sich die Band auf, erst 2005 kam es zur Reunion.
Am 2. Oktober 2007 veröffentlichte sie ihr Album Destroy Their Future. Sie tourte mit Alkaline Trio im Sommer 2008 und mit Donots im Herbst 2008 in Europa. Im März 2009 kündigte sie die Aufnahme für das Album Dear Friends and Gentle Hearts an. Sie veröffentlichte das Album am 21. Juli 2009 bei Fat Wreck Chords.